# Ghetto di Lutsk
Il ghetto di Lutsk (in polacco: getto w Łucku, in tedesco: Ghetto Luzk) fu un ghetto nazista fondato nel 1941 dalle SS a Lutsk, in Ucraina occidentale, durante la seconda guerra mondiale. Nel periodo tra le due guerre, la città era conosciuta come Łuck e faceva parte del Voivodato di Volinia (1921–1939) nella Seconda Repubblica di Polonia.

## Contesto storico
Łuck si trovava nella regione orientale della Polonia durante il periodo tra le due guerre. Secondo il censimento polacco del 1931, gli ebrei costituivano il 48,5% della variegata popolazione multiculturale di Łuck di 35550 persone. Łuck aveva la più grande comunità ebraica della provincia. Il patto Molotov-Ribbentrop significò che, durante l'invasione nazista-sovietica della Polonia del 1939, Łuck fu occupata dall'Armata Rossa.
La regione fu sovietizzata in un'atmosfera di terrore: le istituzioni politiche, comunali e culturali furono chiuse e i leader della comunità ebraica furono arrestati dall'NKVD. Nel giugno 1940, la polizia segreta sovietica scoprì l'organizzazione sionista Gordonia e ne imprigionò i leader. Le famiglie ebree polacche fuggite a Łuck dalla Polonia occidentale furono radunate e deportate nell'interno sovietico, nei treni carichi di polacchi cristiani diseredati. Circa 10000 persone furono inviate con i convogli di bestiame dalla contea di Łuck in Siberia, in quattro ondate di deportazioni a partire da febbraio, aprile e giugno 1940.

## Massacro dei prigionieri dell'NKVD
La Wehrmacht invase l'Unione Sovietica il 22 giugno 1941, con l'operazione Barbarossa. Molti giovani ebrei lasciarono Łuck con l'Armata Rossa in ritirata, ma pochissime famiglie ebree li seguirono. L'NKVD in fuga, responsabile delle prigioni politiche, affermò di offrire l'amnistia ai detenuti della prigione di Łuck, la mattina del 23 giugno ordinò loro di uscire in massa dall'edificio nei cortili. Le porte furono chiuse e tutti i prigionieri furono falciati dai colpi delle mitragliatrici pesanti e dalle granate lanciate dalle finestre della prigione: in totale, 2000 persone morirono sul colpo. Un piccolo gruppo di sopravvissuti fu costretto dall'NKVD a seppellire i corpi, nei due giorni successivi, in cinque fosse comuni. In totale, circa 4000 prigionieri tra cui polacchi, ebrei e ucraini furono assassinati dalla polizia segreta sovietica prima del loro ritiro.
I tedeschi entrarono in città il 26 giugno 1941, trascurarono le uccisioni sovietiche di polacchi ed ebrei, ma al contrario documentarono le uccisioni degli ucraini e, secondo l'ideologia nazista del giudeo-bolscevismo, gli ebrei dovevano essere ritenuti responsabili di ciò che in realtà commisero i sovietici.
La milizia popolare ucraina sfogò la propria rabbia organizzando un pogrom. La sinagoga e le abitazioni ebraiche furono date alle fiamme. L'ondata di esecuzioni di massa dei nazisti iniziò una settimana dopo. Una squadra di sterminio mobile, l'Einsatzkommando 4a dell'Einsatzgruppe C, assistita da un plotone di fanteria, massacrò 1160 ebrei il 2 luglio. Il 4 luglio 1941 3000 ebrei furono uccisi nel castello di Lubart a colpi di arma da fuoco da mitragliatrici pesanti. Complessivamente, circa 2000 ebrei polacchi furono assassinati dal solo SS-Sonderkommando 4a, come rappresaglia per le uccisioni degli ucraini da parte dell'NKVD (9,2% della popolazione nel 1931), anche se gli ebrei polacchi non ebbero nulla a che fare con le atrocità sovietiche.

## Storia del ghetto
Le draconiane restrizioni agli ebrei furono imposte nell'agosto del 1941. In ottobre, un gruppo di 500 falegnami e di artigiani ebrei (tra cui 50 sarte) furono trasferiti in un nuovo campo di lavoro forzato allestito nell'edificio della scuola ebraica. Il ghetto di Łuck fu istituito dalle autorità di occupazione tedesche nel dicembre 1941, e sigillato dall'esterno con la fornitura di razioni di cibo solo per fame. La popolazione del ghetto era di circa 20000 persone. Il neo formato Judenrat cercò in ogni modo di nutrire gli affamati e di controllare le epidemie, organizzando anche la polizia del ghetto ebraico.

### Insurrezione ebraica e liquidazione del ghetto
Il destino degli ebrei ghettizzati nella Polonia occupata fu segnato a Wannsee all'inizio del 1942, quando fu messa in moto la Soluzione Finale.
La prima aktion su larga scala nel ghetto di Łuck ebbe luogo il 19 agosto 1942. Circa 17000 ebrei furono radunati dai battaglioni di polizia dell'ordine nazista e dalla polizia ausiliaria ucraina in quattro giorni, poi radunati nella piazza vicino alla farmacia e trasportati sui camion insieme a donne e bambini, nella foresta di Górka Połonka, alla periferia di Łuck: furono fucilati nelle trincee preparate in precedenza. Durante le deportazioni fu svuotato anche il piccolo ghetto di Hnidawa. Alcune famiglie sopravvissero nelle cantine della farmacia, incluso Shmuel Shilo di tredici anni, insieme a sua madre e ai suoi fratelli; la sorella di Shmuel fu salvata dai polacchi. Nel frattempo, il campo di lavoro rimase in funzione ancora per qualche mese, al contrario il ghetto principale cessò di esistere e gli ebrei ancora vivi furono ricollocati nel piccolo ghetto di Gnidawa. Furono radunati il 12 settembre, poi in marcia verso il castello di Lubart, furono quindi a Połonka e assassinati. Il giovane Shmuel Shilo riuscì a sopravvivere, ma questa volta tutto solo; si nascose sotto un'asse del pavimento nel castello per due notti.
Nella fase finale dello sterminio dell'operazione Reinhard, il 12 dicembre 1942 la polizia tedesca e ucraina entrarono nell'edificio del campo dell'ex scuola ebraica per condurre la liquidazione dell'impresa delle SS. Gli ebrei si barricarono all'interno determinati a morire in combattimento. Non avevano pistole, bensì avevano asce, picconi, attrezzi di fabbrica e bottiglie di acido. L'assedio durò tutto il giorno, i tedeschi usarono l'artiglieria per sopprimere la resistenza. Verso sera, le forze di polizia hanno dato alle fiamme l'edificio e mitragliato i prigionieri in fuga.
Il testimone oculare, Shmuel Shilo che trovò rifugio presso gli insorti, sopravvisse anche questa volta, nascondendosi sotto un banco di lavoro; saltò fuori dalla finestra con la notte. La rivolta ebbe luogo nel pieno dell'inverno, quattro mesi prima della rivolta del ghetto di Varsavia dell'aprile 1943. Il ghetto di Łuck fu liquidato interamente attraverso l'Olocausto dai proiettili (al contrario dell'Olocausto dal gas). In totale, più di 25600 persone furono giustiziate a bruciapelo a Połonka, uomini, donne e bambini. Diversi partecipanti alla ribellione fuggirono verso la libertà.

### Fine della seconda guerra mondiale
L'Armata Rossa entrò in città il 2 febbraio 1944: solo circa 150 ebrei emersero dalla clandestinità, comprese le famiglie del dottor Faiwel Goldstein, del dottor Schneiberg e del dottor Marek Rubinstein, salvati rispettivamente dalle famiglie cattoliche di Strusińskis, e Ostrowskis, dai Giusti tra le nazioni polacchi di Łuck e della vicina fattoria di Kroszowiec.
Zygmunt Strusiński ricevette la sua medaglia di Giusto postuma, assassinato per aver salvato ebrei nell'inverno del 1943. Sua moglie Wiktoria, espulsa dall'URSS insieme a tutti i polacchi nel 1945, ha corrisposto con i sopravvissuti di Israele per i decenni a venire. Non vendette nessuno dei gioielli dati dagli ebrei in clandestinità per comprare loro del cibo, e lo restituì con un senso di orgoglio durante una visita nel 1963.
Dopo la seconda guerra mondiale, su insistenza di Joseph Stalin durante la Conferenza di Teheran confermata alla Conferenza di Yalta del 1945, i confini della Polonia furono ridisegnati e Łuck, poi di nuovo Lutsk (in cirillico: Луцьк), fu incorporata nella RSS Ucraina dell'Unione Sovietica. La restante popolazione polacca fu espulsa e reinsediata nella nuova Polonia prima della fine del 1946. La comunità ebraica non fu mai restaurata. L'URSS ha ufficialmente cessato di esistere il 31 dicembre 1991.